# Амбати, Баламурали
Баламурали Амбати (англ. Balamurali Ambati; род. 29 июля 1977, Веллуру) — американский медик индийского происхождения, с 19 мая 1995 года известный как самый молодой в истории официальный врач-специалист.

## Биография

### Рождение, ранние годы
Баламурали Амбати родился в индийском городе Веллуру и переехал в США с родителями и старшим братом в возрасте трёх лет.
Его отец, Рао Амбати — промышленный инженер, мать — учитель математики и лингвист (специалист по тамильскому языку, распространённому в штате Тамилнад, откуда приехала семья Амбати). Джайякришна Амбати — брат, старше Баламурали на 6 лет, тоже доктор.
В возрасте четырёх лет Баламурали получил тяжелые ожоги обеих ног кипятком и был госпитализирован примерно на 3 месяца. Он перенёс 3 операции и, увидев работу врачей и медсестёр, в больнице принял решение, что станет медиком, чтобы помогать другим людям. В 9-летнем возрасте Амбати был зачислен в университетскую программу по математике для одарённой молодёжи. В 11 лет Баламурали окончил старшую школу — Колледж Балтимор Сити. Во время учёбы ему также понравилась биология. В возрасте 11 лет вместе с 17-летним братом он написал книгу об исследовании СПИДа, за которую Джайякришна Амбати получил награду от Американской медицинской ассоциации. Несмотря на свои дальнейшие достижения, в интервью, данном в 2011, Баламурали Амбати считал, что именно ей он гордится больше всего. Книжка была рассчитана для студентов-медиков. Таким образом, по его мнению, в 1989 году она повысила уровень настороженности по поводу этого тяжелого заболевания у будущих врачей.

### Становление

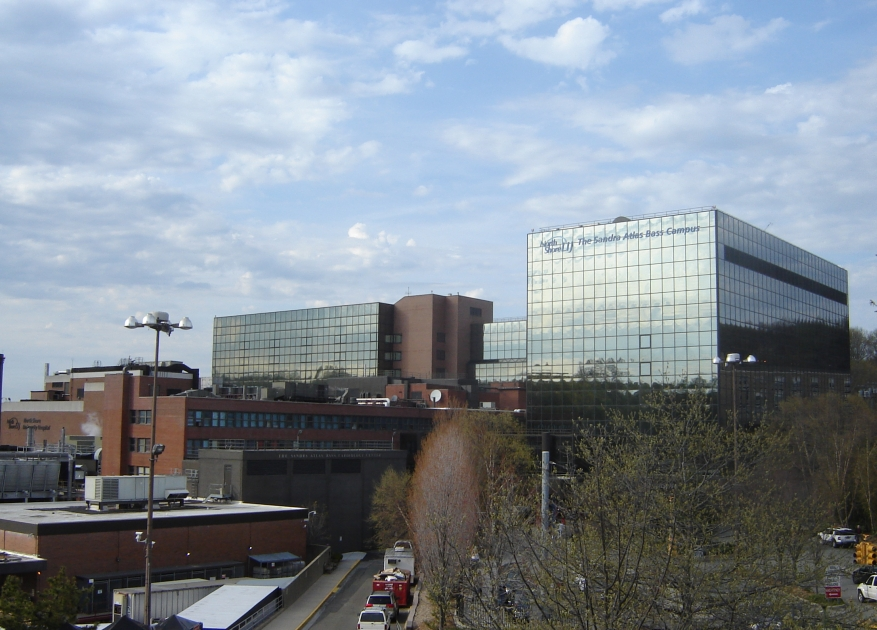
Больница Университета Норт Шор, в которой Баламурали Амбати проходил интернатуру

В возрасте 13 лет Баламурали Амбати окончил школу медицины при Нью-Йоркском университете с академической наградой лат. magna cum laude. 19 мая 1995 года, в возрасте 17 лет, он получил высшее медицинское образование, окончив Школу медицины Маунт-Синай. После университета он прошел 4 года интернатуры по специальности «внутренние болезни» в Медицинском центре Университета Норт Шор. Летом 1996 Баламурали Амбати стал клиническим ординатором по специальности «офтальмология» в Лазарете Глаза и Уха Массачусетс при Гарвардская медицинская школа (факультет Гарвардского университета).

### Личность медика
Баламурали с раннего детства немного опережал своих сверстников в развитии. Например, уже в 4 года он умел считать. Баламурали Амбати увлекается шахматами, баскетболом и настольным теннисом. Баламурали принял твёрдое решение стать наиболее молодым врачом. Несмотря на его достижения в науке, по собственным словам Амбати, его никогда не называли «нердом или гиком». Также он утверждает, что, как правило, даже если его пациенты узнавали о его возрасте, они относились к этому «дружелюбно и непредубеждённо».
Б. Амбати вместе со своей семьей основал фонд англ. AVASC Foundation с целью поиска талантливых студентов, занимающихся математикой и наукой в целом, а также — улучшения здравоохранения Индии.

## Оценки
П. Рейзер, руководитель программы по интернатуре в Больнице Университета Норт Шор, о 18 летнем Амбати:

«Он командный игрок, хорошо подготовленный и очень зрелый».